# Góry Błękitne (Demokratyczna Republika Konga)
Góry Błękitne (fr. Montagnes Bleues) – pasmo górskie we wschodniej części Demokratycznej Republiki Konga, rozciągające się wzdłuż zachodnich wybrzeży Jeziora Alberta. Najwyższy szczyt Aburo osiąga wysokość 2445 m n.p.m.